# Boca de Polen
Red de Comunicadores Boca de Polen es una asociación civil de México fundada en 2001. Iniciada por Óscar Oliva y Eugenio Bermejillo, trabaja proyectos de comunicación comunitaria, radios comunitarias y comunicación indígena.

## Historia
Los orígenes de la Red de Comunicadores Boca de Polen se sitúan en el Levantamiento zapatista de 1994. El poeta y periodista chiapaneco Óscar Oliva comenzó en 1994 el programa radiofónico Chiapas expediente abierto, un espacio en Radio UNAM dedicado a la cobertura del conflicto en Chiapas y extensivo a otros temas de la realidad indígena en México. De 2000 a 2015 el programa pasó a la conducción del periodista y comunicador Eugenio Bermejillo, al convertirse el programa en Chiapas expediente nacional. Dicha emisión concluyó en 2015.
Derivado de la experiencia en Radio UNAM Oliva y Bermejillo decidieron fundar la Red de Comunicadores Boca de Polen con el fin de formar comunicadores a nivel profesional en entornos indígenas y campesinos. Igualmente capacitar en temas técnicos de transmisión, radiodifusión y montaje de estaciones radiofónicas así como la operación de las mismas usando software libre.
Entre las radios que han apoyado en su nacimiento y desarrollo están Radio Tosepan Limaxtum, Radio Tsumbal Xitalha, Radio Unidad y Radio Chanul Pom —pionera en las radios comunitarias por su establecimiento en 2003— entre otras.